# Robiola di Roccaverano

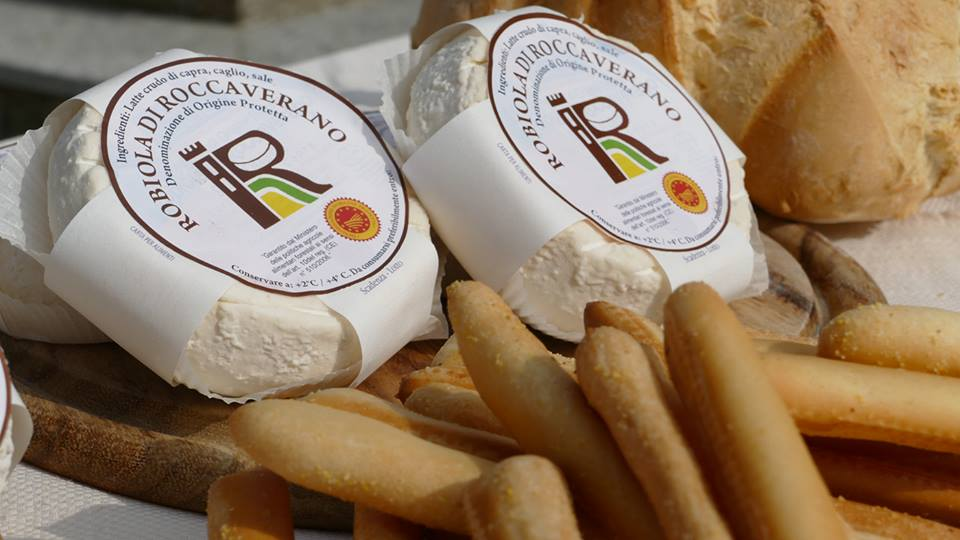
Robiola di Roccaverano

Robiola di Roccaverano oder Roccaverano ist ein italienischer Ziegenkäse mit geschützter Ursprungsbezeichnung aus der Region Piemont. Namensgebend für die Sorte aus der Familie der Robiola-Weichkäse ist der Ort Roccaverano in der Langa Astigiana.

## Herkunft
Robiola di Roccaverano wird neben Roccaverano auch in den Gemeindengebieten von Bubbio, Cessole, Loazzolo, Mombaldone, Monastero Bormida, Olmo Gentile, San Giorgio Scarampi, Serole und Vesime in der Provinz Asti sowie in den Gemeindengebieten von Cartosio, Castelletto d’Erro, Denice, Malvicino, Merana, Montechiaro d’Acqui, Pareto, Ponti und Spigno Monferrato in der Provinz Alessandria hergestellt.
Der Boden im Herkunftsgebiet ist lehmig mit Mergeluntergrund, in einigen Bereichen führten Geländesenkungen zur Bildung von Geröllböden mit sehr tiefer Lehmschicht, gutem Wasserspeicherungsvermögen und hoher Fruchtbarkeit. Das typisch kontinentale Klima ist durch strenge Kälte, reichliche Schneefälle und abwechselnde Frost- und Tauperioden im Winter und einen raschen Übergang zu sommerlicher Hitze gegen Ende Juni gekennzeichnet. Die Niederschläge variieren kaum und liegen im Jahresdurchschnitt bei 300 mm, die geringsten Regenmengen fallen im Frühling und Sommer, in manchen Jahren herrscht ausgeprägte Trockenheit.
Die artenreichen Wiesen werden von Gräsern (ca. 75 %) und Leguminosen (ca. 25 %) bestimmt, ergänzt durch zahlreiche Kräuter und Arzneipflanzen. Die wichtigsten Gräser sind Weidelgräser (Lolium spp.), Knäuelgras (Dactylis glomerata), Rotschwingelgräser (Festuca spp.), Rispengräser (Poa spp.) und Ruchgras. Die häufigsten Leguminosen sind Berg-Klee (Trifolium montanum) und Hornklee (Lotus corniculatus). Darüber hinaus finden sich Wilde Möhre (Daucus carota carota), Acker-Kratzdistel (Cirsium arvense), Salbei (Salvia officinalis), Speik-Lavendel (Lavandula latifolia), viele Thymian-Arten (Thymus spp.), Weinraute (Ruta graveolens) und Hundsrose (Rosa canina).
Die Ziegenherden bestehen ausschließlich aus Tieren der Rassen Roccaverano und Gemsfarbiger Gebirgsziege sowie ihren Kreuzungen und müssen im abgegrenzten geografischen Gebiet gehalten werden. Sie grasen im Zeitraum 1. März bis 30. November auf Weiden sowie in den angrenzenden Wäldern. Diese bieten den Tieren im Sommer auch Schutz vor der Hitze. Die genutzten Wiesen und Waldareale sind in ein von der Kontrollstelle geführtes Verzeichnis einzutragen.
Darüber hinaus erhalten die Tiere Grünfutter und/oder Trockenfutter sowie Getreidekörner, Körnerleguminosen, Ölpflanzen und die Erzeugnisse ihrer Verarbeitung. Das Futter aller Tiere muss zu mehr als 80 % aus dem Erzeugungsgebiet stammen und darf unter keinen Umständen genetisch veränderte Organismen enthalten. Die Verwendung von Mais- oder Grassilagen ist nicht gestattet.
Milch von Tieren aus Intensivhaltung darf bei der Käseherstellung nicht verwendet werden.

## Geschichte
Der Robiola di Roccaverano war bereits im Mittelalter bekannt. Er wurde bis zum Beginn des 20. Jahrhunderts ausschließlich aus Ziegenmilch gefertigt und gehört damit zu den historischen Ziegenkäsen aus Italien. Erst danach wurde bei der Herstellung auch auf Kuh- und Schafmilch zurückgegriffen. Einige Hersteller hielten aber an der alten Herstelungsweise fest, weshalb sie in die  Arche des Geschmacks von Slow Food aufgenommen wurden. Ausschlaggebend für die Beimischung anderer Milchsorten war der Rückgang der für seine Herstellung nötigen Ziegenmilch aus der heimischen Ziegenart Roccaverano. 1990 war der Bestand dieser Art auf 200 Tiere geschrumpft.
Seit 1979 ist der Robiola di Roccaverano  in seiner Mischform aus verschiedenen Milchsorten laut einem Dekret des italienischen Staatspräsidenten ein DOC-Produkt. Die Herstellung sah damals die Beimischung von Kuhmilch mit einem Anteil von bis zu 85 % zu. 1996 wurde der Käse von der Europäischen Gemeinschaft in die Liste der Produkte mit geschützter Ursprungsbezeichnung aufgenommen. Er war damit der einzige Robiola mit einer Ursprungsbezeichnung.
2022 wurde vom Konsortium zum Schutz des Käses „Robiola di Roccaverano“ bei der Europäischen Union ein Änderungsantrag  bezüglich des Herstellungsverfahrens und des Produktnames gestellt, dem 2023 stattgegeben wurde. Seitdem darf der Käse nur noch als Roccaverano vermarktet werden und muss vollständig aus Ziegenmilch hergestellt werden.

## Herstellung
Robiola di Roccaverano darf seit 2023 nur noch aus roher Ziegenvollmilch hergestellt werden, die bis dahin erlaubte Zugabe von Kuh- und Schafsmilch wurde untersagt. Die Milch muss aus zwei aufeinanderfolgenden Melkgängen innerhalb von 24 oder 48 Stunden stammen. Die Gewinnung der Milch, ihre Verarbeitung zu Käse und dessen Reifung müssen im genannten geografischen Herkunftsgebiet erfolgen. Die Herstellung erfolgt ganzjährig.

## Eigenschaften

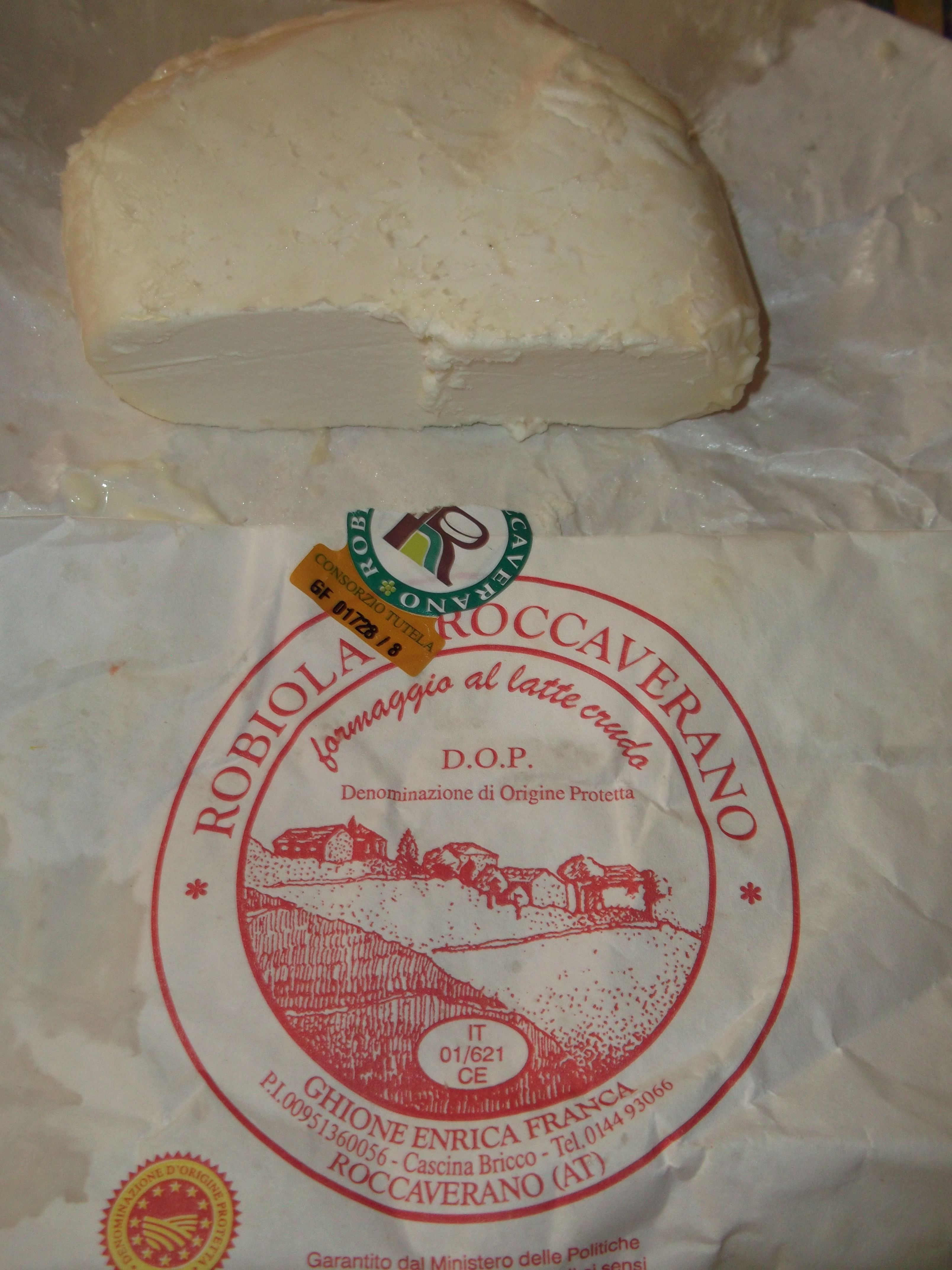
Robiola di Roccaverano

Der Laib ist zylindrisch mit planen, leicht strukturierten Oberflächen und etwas nach außen gewölbten Seiten. Nach Ablauf der Mindestreifezeit hat er einen Durchmesser von 10–14 cm und eine Randhöhe von 2,5–4 cm, das Gewicht liegt zwischen 250 und 400 g.
Der Teig ist weiß und ohne Lochung, seine Konsistenz ist cremig-teigig bis fest-kompakt. Er zergeht auf der Zunge, hat ein mildes Aroma mit einer feinen Note von grünem Gras und Arzneipflanzen. Mit fortschreitender Reife entwickelt er einen kräftigeren und würzigeren Geschmack nach gerösteten Haselnüssen und ein dezentes Ziegenaroma.
Je nach Reifungsgrad wird unterschieden zwischen
- prodotto fresco (dt. frisches Produkt; vierter bis zehnter Reifungstag): Sofern der Laib bereits eine Rinde gebildet hat, ist diese mit einer dünnen natürlichen Schimmelschicht überzogen. Der Teig ist milchig weiß mit cremig-weicher Struktur. Er hat ein feinwürziges bzw. leicht säuerliches Aroma.[1]

- prodotto affinato (dt. verfeinertes, ausgebildetes Produkt; ab dem elften Reifungstag): Die Rinde hat einen natürlichen creme- oder strohfarbenen bzw. leicht rötlichen Schimmelüberzug. Der Teig ist milchig weiß, weich und wird bei längerer Reifung etwas kompakter, in der würzigen Schicht direkt unter der Rinde auch cremig.[1]

Ab dem dritten Reifungstag beträgt der Fettanteil in der Trockenmasse mindestens 40 %, der Gehalt an Eiweißstoffen in der Trockenmasse mindestens 34 %.

## Kennzeichnung und Handel
Das Verpacken muss im Erzeugungsgebiet erfolgen. Vor dem Inverkehrbringen muss an der Packung ein Verschlussetikett mit dem Logo der geschützten Ursprungsbezeichnung angebracht werden. Unter dem Logo finden sich die Kennnummer des Erzeugerbetriebs und die fortlaufende Etikettennummer auf einem ockerfarbenen Hintergrund. Das Etikett muss den Namen, die Firma und die Anschrift des Reifungs-/Verpackungsbetriebs aufweisen.
Der Käse gelangt als ganzer, verpackter Laib mit Verschlussetikett in den Handel oder wird unverpackt an Veredelungs- oder Reifungsbetriebe weitergegeben.
2023 wurden 138 Tonnen Roccaverano hergestellt, wobei ein Umsatz von 1,6 Mio. EUR generiert wurde.